# Ross Thatcher

Zawodnik Penn State Nittany Lions

Ross Thatcher – amerykański zapaśnik w stylu klasycznym. Brąz na mistrzostwach panamerykańskich w 2002 roku.
Zawodnik Bishop Ready High School z Columbus i Pennsylvania State University. All-American w NCAA Division I w 2000, gdzie zajął szóste miejsce.